# Nevio Valčić
Nevenko »Nevio« Valčić, hrvaški kolesar, * 1. januar 1933, Loborika, Kraljevina Jugoslavija, † 3. februar 2007, Pulj, Hrvaška.
Valčić je nastopil na Poletnih olimpijskih igrah 1960 v Rimu, kjer je osvojil 15. mesto v ekipnem kronometru na 100 km ter 31. mesto na cestni dirki posamično. Na Dirki po Jugoslaviji je zmagal leta 1958, ob tem je bil še drugi leta 1961 in tretji leta 1960. Na državnem prvenstvu Jugoslavije v cestni dirki je med letoma 1957 in 1959 zmagal trikrat zapored, ob tem je bil še drugi leta 1956 in tretji leta 1961. Zmagal je tudi na prvih dveh izvedbi dirke Jadranska magistrala v letih 1961 in 1962. Skupno je v karieri zmagal na več kot 100 državnih in mednarodnih dirkah.
Tudi njegov brat Josip in vnuk Silvano sta bila kolesarja, sin Bruno pa prav tako kolesar in kasneje kolesarski sodnik. Po smrti je v njegov spomin med letoma 2007 in 2012 v Loboriki potekal Memorial Nevio Valčić. Organizatorji mednarodne rekreativne kolesarske dirke Granfondo Nevio Valčić sta njegova otroka Luciano in Helena Valčić ter Kolesarski klub Pulj.